# Centre Regionalista de Mallorca
|  | No s'ha de confondre amb Centre Regionalista de Mallorca (1898). |

El Centre Regionalista de Mallorca fou un grup polític regionalista creat a Palma al desembre del 1917 per Guillem Forteza i Pinya seguint l'orientació iniciada per Joan Estelrich i Artigues pel gener de 1917 en La Veu de Mallorca. Aspirava a l'autonomia regional dins cada nació i a la federació de nacions sobiranes formant un estat ibèric. Per a aquest objectiu intentà una coalició de tots els partits el 1919, tot aspirant a exercir a les Illes el paper de la Lliga Regionalista a Catalunya. També donaren suport a la candidatura del Bloc Assembleista en les eleccions municipals per l'Ajuntament de Palma en l'any 1917. Tanmateix, el 1919 els membres més qualificats ingressaren al Partit Liberal, i La Veu de Mallorca va desaparèixer.